# Ritratto della principessa Maria Carolina di Borbone con diadema
Il ritratto di Maria Carolina di Borbone con diadema è un dipinto a olio su tela (82 x 70 cm) di Anton Graff, eseguito nel 1792 e conservato nella Galleria nazionale di Parma.

## Descrizione
Il ritratto di Maria Carolina di Borbone con diadema è un ritratto del 1792 conservato nella Galleria nazionale di Parma. Il ritratto fu lodato per la somiglianza con la principessa.
L'opera ritrae Maria Carolina di Borbone-Parma, figlia dei duchi di Parma Ferdinando I e Maria Amalia, poco prima della sua partenza per la Sassonia, il 22 aprile 1792 Maria Carolina aveva sposato il principe Massimiliano di Sassonia, e si sarebbe stabilita in Sassonia.  Come regalo per il principe la principessa aveva scelto di farsi ritrarre. L'opera mostra la principessa Maria Carolina con un abito parmense, grigio tendente al giallo, con un'ampia scollatura in pizzo, la principessa indossa anche un velo grigio sul quale è posata un diadema, (quest'ultimo è un regalo del principe Massimiliano a Maria Carolina) sul quale sono incastonate delle pietre preziose. La principessa fu detentrice degli ordini della regina Maria Luisa e della Croce Stellata, il primo è rappresentato nella fascia viola e bianca che la principessa porta al petto, mentre il secondo è rappresentato nella spilla riccamente decorata che la principessa porta al petto. Maria Carolina tiene i capelli in un'acconciatura semplice, con dei lunghi boccoli che le scendono sulle spalle. La principessa, come si dirà poi, assomigliava molto alla zia Maria Antonietta, e in questo ritratto la somiglianza con la zia è impressionante. L'espressione della principessa è molto serena, lo sfondo è scuro.
L'opera è stata realizzata da Anton Graff, anche se in precedenza si pensava fosse stata ritratta dalla celebre pittrice francese Elisabeth Vigée-Le Brun, durante il suo soggiorno a Parma, quando realizzò alcuni ritratti alla famiglia ducale.